# Fritz Draeger
Fritz Paul Wilhelm Draeger (* 5. Januar 1898 in Berlin; † 13. Januar 1963 ebenda) war ein deutscher Schauspieler, Tänzer und Zauberkünstler. 

## Leben und Wirken
Der Sohn von Wilhelm Draeger und Adolfine Müller will bereits ab 1914 kleine Filmrollen gespielt haben, Titel sind jedoch ebenso wenig nachzuweisen wie Bühnenengagements. Später soll er auch laut selbiger Quelle Tourneen als Zauberkünstler unternommen und klassischen Schauspielunterricht genommen haben. Zu seinen belegten, frühen Auftritten vor der Kamera gehören zwei Nebenrollen in den 1928 entstandenen Jugendstummfilmen Die Räuberbande und Der Kampf der Tertia.
Erst im Tonfilm und dort vor allem im Dritten Reich wurde Fritz Draeger intensiv beschäftigt, doch kamen seine Auftritte nur selten über Chargen hinaus. Immer wieder sah man ihn als Tänzer, so auch in Der Unwiderstehliche, Brillanten, Die Nacht der Entscheidung, Verliebtes Abenteuer, Fräulein, Ein Mann auf Abwegen, Der große Schatten, Nacht ohne Abschied und Mit den Augen einer Frau, aber auch mehrmals als Gast (Theatergast, Hochzeitsgast, Ballgast etc.) wie in Die Fledermaus, Gasparone, Der Tiger von Eschnapur, Fünf Millionen suchen einen Erben, Hallo Janine, Robert Koch, der Bekämpfer des Todes, Das Lied der Wüste und Ich vertraue Dir meine Frau an sowie zu Beginn seiner Karriere auch einige Male als Reporter wie in Mach’ mich glücklich, Allotria, Glückskinder, Stärker als Paragraphen und Der Mann, der Sherlock Holmes war.
In diesen zum Teil sehr populären Filmen hatte Draeger de facto sämtliche Topstars des reichsdeutschen Kino jener Zeit als Partner, darunter Zarah Leander, Marika Rökk, Hans Albers, Heinz Rühmann, Lilian Harvey, Willy Fritsch, Renate Müller, Jenny Jugo, Adolf Wohlbrück, Pola Negri, Johannes Heesters, Heinrich George, Gustaf Gründgens, Kristina Söderbaum und Emil Jannings. Nach dem Krieg trat er kaum noch vor die Kamera, belegt ist lediglich die sekundenkurze Mitwirkung als Barmixer in der DEFA-Produktion Spielbank-Affäre, die der in Berlin-Charlottenburg lebende Künstler im ostdeutschen Babelsberg drehte.

## Filmografie
- 1928: Die Räuberbande
- 1928: Der Kampf der Tertia
- 1933: Liebelei
- 1934: Wenn ich König wär‘
- 1935: Mach’ mich glücklich
- 1935: Stützen der Gesellschaft
- 1936: Allotria
- 1936: Glückskinder
- 1936: Stärker als Paragraphen
- 1937: Die Kreutzersonate
- 1937: Togger
- 1937: Der Mann, der Sherlock Holmes war
- 1937: Kapriolen
- 1937: Der Unwiderstehliche
- 1937: Brillanten
- 1937: Die Fledermaus
- 1937: Gasparone
- 1937: Tango Notturno
- 1937: Der Tiger von Eschnapur
- 1938: Es leuchten die Sterne
- 1938: Fünf Millionen suchen einen Erben
- 1938: Anna Favetti
- 1938: Liebelei und Liebe
- 1938: Verwehte Spuren
- 1938: Der Spieler
- 1938: Die Nacht der Entscheidung
- 1938: Verliebtes Abenteuer
- 1938: Zwei Frauen
- 1938: Nanu, Sie kennen Korff noch nicht?
- 1939: Hallo Janine
- 1939: Alarm auf Station III
- 1939: Robert Koch, der Bekämpfer des Todes
- 1939: Das Lied der Wüste
- 1939: Fräulein
- 1939: Ein Mann auf Abwegen
- 1940: Polterabend
- 1940: Die drei Codonas
- 1940: Die letzte Runde
- 1940: Alarm
- 1940: Carl Peters
- 1941: Der Weg ins Freie
- 1941: Der Gasmann
- 1941: Anschlag auf Baku
- 1941/43: Nacht ohne Abschied
- 1942: Die Nacht in Venedig
- 1942: Der große Schatten
- 1942: Mit den Augen einer Frau
- 1943: Ich vertraue Dir meine Frau an
- 1944: Die Brüder Noltenius
- 1957: Spielbank-Affäre